# Krødsherad
Krødsherad er en kommune i Buskerud fylke i Norge.
Kommunen ligger omkring den sydlige del af søen Krøderen ved afslutningen af Hallingdalen, og grænser til kommunerne Ringerike, Flå, Sigdal og Modum.
Den var en del af  Viken fylke som blev etableret 1. januar 2020, men opløst fra 1. januar 2024.
De fleste indbyggere bor i de to byer Krøderen og Noresund. En som kommer fra Krødsherad kaldes for krylling. Højeste punkt er Høgevarde der er 1.459 moh.

## Økonomi
Kommunen ligger 100 km fra Oslo, og med strandlinje til Krøderen og højfjeld som Norefjell byder kommunen på både sø, fjeld og fin natur ikke langt fra hovedstaden. Dette har skabt et stærkt turisterhverv. Kommunen led længe under en svag økonomi. Efter næsten 70 år med sammenhængende arbeiderpartistyre blev Olav Skinnes fra en tværpolitisk bygdeliste ordfører/borgmester efter sidste valg. Underskud er vendt til overskud, og ny optimisme præger kommunen.
- Museumsjernbanen Krøderbanen går fra Vikersund i Modum til Krøderen.